# Okręty podwodne typu IIB
Okręty podwodne typu IIB – typ okrętów podwodnych III Rzeszy, zaprojektowanych z obejściem postanowień traktatu wersalskiego przez założone w Holandii niemieckie biuro projektowe IvS. Były to jednokadłubowe przybrzeżne jednostki opracowane na podstawie projektu okrętów typu IIA. 20 okrętów tego typu zostało wybudowanych w latach 1935–1940 w stoczniach Germania i Deutsche Werke w Kilonii oraz Flender Werke w Lubece. Większość jednostek tego typu weszła do służby w Kriegsmarine w latach 1935–1936, zaś U-120 i U-121 w roku 1940.
W początkowym okresie wojny uczestniczyły w działaniach bojowych przeciw polskiej Marynarce Wojennej na Bałtyku, przeciw brytyjskiej żegludze i Royal Navy na Morzu Północnym oraz na wodach okalających Wyspy Brytyjskie. W późniejszym okresie pełniły głównie funkcje szkoleniowe na Bałtyku, z wyjątkiem sześciu okrętów podwodnych, które w 1942 roku zostały drogą lądową przetransportowane na Morze Czarne i podjęły tam działania przeciw flocie radzieckiej oraz prowadziły ostrzał radzieckich jednostek na lądzie za pomocą pocisków rakietowych. Stały się w ten sposób pierwszymi w historii okrętami podwodnymi, które wykonały ataki rakietowe spod wody. Wraz z utratą późnym latem 1944 roku baz na wybrzeżu czarnomorskim, jednostki te zostały zatopione przez własne załogi. Okręty tego typu operujące na morzach północnej Europy, uległy w większości samozatopieniu w 1945 roku.
Okręty podwodne typu IIB były niewielkimi jednokadłubowymi jednostkami o wyporności nawodnej 279 ton, rozwijającymi na powierzchni prędkość 13 węzłów, w zanurzeniu zaś 7 węzłów. Ich zasięg na powierzchni wynosił 1800 mil morskich przy prędkości 12 węzłów. Wyposażone były w trzy wyrzutnie torpedowe kalibru 533 mm na dziobie, zaś ich załogi składały się z 25 oficerów i marynarzy.

## Geneza
W latach 1933–1935, gdy Adolf Hitler zdobywał dyktatorską władzę w Niemczech, dowodzący niemiecką marynarką Erich Raeder w sekrecie zarządził rozbudowę Reichsmarine i jednocześnie utrzymywał przyjacielskie relacje z brytyjską Royal Navy – zakładając, że wkrótce zawarta zostanie umowa anglo-niemiecka, a nałożone na niemiecką flotę restrykcje traktatu wersalskiego zostaną złagodzone. Autoryzował wówczas sekretne planowanie dwóch dużych krążowników liniowych „Gneisenau” i „Scharnhorst”, dwóch super-pancerników „Bismarck” oraz „Tirpitz”, licznych krążowników pomocniczych oraz floty podwodnej składającej się początkowo z dwudziestu czterech małych 250-tonowych okrętów podwodnych, dziesięciu średnich okrętów o wyporności 500 ton oraz dwóch dużych jednostek podwodnych o wyporności 750 ton. Już jednak w 1935 roku Hitler odrzucił traktat wersalski i zainicjował pobór. 18 czerwca zawarto niemiecko-brytyjski układ morski zezwalający Niemcom na budowę floty w stosunku 35:100 w okrętach liniowych oraz maksymalnie 45% łącznej brytyjskiej wyporności okrętów podwodnych. Ze strony niemieckiej ceną za to było zobowiązanie do przystąpienia do artykułu 22 traktatu londyńskiego z 1930 roku, zakazującego prowadzenia nieograniczonej wojny podwodnej przeciw żegludze. Już 11 dni później, 29 czerwca, Reichsmarine została zmieniona w Kriegsmarine, a Niemcy wprowadziły do służby swój pierwszy po I wojnie światowej okręt podwodny – U-1.

## Projekt i budowa
Okręty podwodne typu IIB zostały zaprojektowane w tajnym biurze projektowym Ingenieurskantoor voor Scheepsbouw (IvS) w Holandii. Projekt jednostek tego typu w IvS nosił oznaczenie MVBIIB (lub „konstrukcja nr 1110B”), stanowiąc rozwinięcie projektu MVBIIA (typ IIA), który sam był zmodyfikowanym projektem CV707 („Vesikko” i „Saukko” dla Finlandii). W styczniu 1934 roku przygotowany projekt został przekazany do składającego się z 15 osób biura projektowego stoczni Deutsche Werke w Kilonii (DWK) celem jego ukończenia. 17 lipca 1934 roku zapadła jednak decyzja o powierzeniu budowy jednostek typu IIB stoczni Germaniawerft, która w tym celu musiała utworzyć swoje własne biuro projektowe. Adolf Hitler polecił jednak adm. Erichowi Raederowi zachować przygotowania do budowy okrętów podwodnych w ścisłej tajemnicy i nie rozpoczynać ich faktycznej budowy przed końcem 1934 roku. Związane to było z przygotowywanym w tym czasie plebiscytem w Zagłębiu Saary i obawami o ostrą reakcję Francji i Wielkiej Brytanii. 8 lutego 1935 roku rozpoczęto budowę jednostek typu IIA, miesiąc zaś później w Germaniawerft uruchomiono budowę pierwszych sześciu okrętów typu IIB. Kontrakt na budowę kolejnych 12 jednostek – z niewielkimi zmianami w projekcie pod oznaczeniem „konstrukcja 1110C” – został zawarty 2 lutego; budowę 8 jednostek powierzono Germaniawerft, 4 zaś stoczni Deutsche Werke. Jednostki te różniły się od oryginalnej konstrukcji 1110B przedłużonym kioskiem z umieszczonymi na jego szczycie urządzeniami umożliwiającymi bezpośrednie sterowanie okrętem.
Zamierzone wojskowe zajęcie Zagłębia Ruhry doprowadziło do opóźnienia w rozpoczęciu budowy kolejnych jednostek, tak że położenie stępek pod jednostki U-21 do U-24 nastąpiło dopiero w kwietniu 1936 roku. Wszystkie jednostki tego typu budowano jednak w niezwykle szybkim tempie – w czasie około 4 miesięcy, co było możliwe dzięki wcześniejszemu kompleksowemu przygotowaniu wszystkich komponentów. Wśród przewidywanych zadań okrętów tego typu było przede wszystkim zabezpieczenie Bałtyku oraz żywotnych dla Niemiec linii żeglugowych między Niemcami i Szwecją, którymi transportowana była do Rzeszy ruda żelaza. 
Budowa okrętów typu IIB, rozpoczęta 11 marca 1935 roku położeniem w Germaniawerft stępki pod okręt prototypowy U-7, zakończyła się 28 maja 1940 roku, przyjęciem do służby U-121:
|      | Stocznia       | Położenie stępki | Wodowanie         | Wejście do służby    |
| ---- | -------------- | ---------------- | ----------------- | -------------------- |
| U-7  | Germaniawerft  | 11 marca 1935    | 29 czerwca 1935   | 18 lipca 1935        |
| U-8  | Germaniawerft  | 25 marca 1935    | 16 lipca 1935     | 5 sierpnia 1935      |
| U-9  | Germaniawerft  | 8 kwietnia 1935  | 30 lipca 1935     | 21 sierpnia 1935     |
| U-10 | Germaniawerft  | 22 kwietnia 1935 | 13 sierpnia 1935  | 9 września 1935      |
| U-11 | Germaniawerft  | 6 maja 1935      | 27 sierpnia 1935  | 21 września 1935     |
| U-12 | Germaniawerft  | 20 maja 1935     | 11 września 1935  | 30 września 1935     |
| U-13 | Deutsche Werke | 20 czerwca 1935  | 9 listopada 1935  | 30 listopada 1935    |
| U-14 | Deutsche Werke | 6 lipca 1935     | 28 grudnia 1935   | 18 stycznia 1936     |
| U-15 | Deutsche Werke | 24 września 1935 | 15 lutego 1936    | 7 marca 1935         |
| U-16 | Deutsche Werke | 5 sierpnia 1935  | 28 kwietnia 1936  | 16 maja 1936         |
| U-17 | Germaniawerft  | 1 lipca 1935     | 14 listopada 1935 | 3 grudnia 1935       |
| U-18 | Germaniawerft  | 10 lipca 1935    | 7 grudnia 1935    | 4 stycznia 1936      |
| U-19 | Germaniawerft  | 20 lipca 1935    | 21 grudnia 1935   | 16 stycznia 1936     |
| U-20 | Germaniawerft  | 1 sierpnia 1935  | 14 stycznia 1936  | 1 lutego 1936        |
| U-21 | Germaniawerft  | 4 marca 1936     | 31 lipca 1936     | 3 sierpnia 1936      |
| U-22 | Germaniawerft  | 4 marca 1936     | 29 lipca 1936     | 20 sierpnia 1936     |
| U-23 | Germaniawerft  | 11 kwietnia 1936 | 28 sierpnia 1936  | 24 września 1936     |
| U-24 | Germaniawerft  | 21 kwietnia 1936 | 24 września 1936  | 10 października 1936 |

Wkrótce po wybuchu wojny, gdy po upadku Polski stało się jasne że Wielka Brytania nie wycofa się z wojny, Kriegsmarine stanęła przed problemem prowadzenia wojny morskiej z największym mocarstwem morskim, w stanie całkowitego nieprzygotowania do niej. 7 października 1939 roku najwyższe dowództwo marynarki przedstawiło program budowy 320 okrętów podwodnych do października 1943 roku, w tym 75 okrętów szkolnych, a Hitler zgodził się przyznać najwyższy priorytet budowie U-Bootów. Już jednak 23 września, podczas spotkania z Adolfem Hitlerem w Sopocie, szef sztabu marynarki (Seekriegsleitung – SKL) adm. Otto Schniewind zaproponował produkcję U-Bootów na poziomie 20-30 miesięcznie, z udzieleniem priorytetu temu celowi, ponad innymi potrzebami Wehrmachtu. Zasugerował ponadto, że produkcję okrętów podwodnych dla Niemiec powinny rozpocząć także ZSRR oraz Włochy. Adolf Hitler odrzucił jednak tę ostatnią propozycję z przyczyn natury politycznej. Niemiecki plan budowy okrętów podwodnych zakładał szacowane straty wojenne na poziomie 10 procent, z zachowaniem liczby operacyjnych okrętów na poziomie 270 jednostek. W rzeczywistości jednak, do kwietnia 1943 roku miesięczne straty wynosiły średnio jedynie 5,7 procenta operacyjnych U-Bootów. Spowodowało to, że mimo przydzielenia programowi budowy okrętów podwodnych mniejszej ilości stali niż oczekiwano, w marcu 1943 roku U-bootwaffe dysponowała 426 okrętami. Jak wyżej wspomniano, Hitler odrzucił z przyczyn politycznych propozycję zakupu okrętów podwodnych za granicą, wobec czego na początku wojny jedynymi ponadplanowymi nabytkami niemieckiej floty podwodnej były produkowane na eksport trzy okręty podwodne - budowany dla Turcji duży okręt minowy oznaczony pod projektem U-A oraz dwa okręty podwodne typu IIB produkowane na zamówienie Chin. Okręty te zostały zarekwirowane, a dwie jednostki typu IIB zostały wiosną 1940 roku przyjęte do U-bootwaffe pod nazwami U-120 i U-121.
|       | Stocznia      | Położenie stępki | Wodowanie        | Wejście do służby |
| ----- | ------------- | ---------------- | ---------------- | ----------------- |
| U-120 | Flender Werke | 31 marca 1938    | 16 marca 1940    | 20 kwietnia 1940  |
| U-121 | Flender Werke | 16 kwietnia 1938 | 20 kwietnia 1940 | 28 maja 1940      |

Wykorzystując jednak postanowienia brytyjsko-niemieckiego traktatu morskiego, Niemcy postanowiły budować – w ramach traktatowego limitu wyporności – większą liczbę oceanicznych jednostek typu VII, począwszy od typu VIIA, do celów operacji przybrzeżnych zaś nieco większych typów IIC i IID, toteż z uwagi na ich niewielką autonomiczność budowa okrętów IIB nie była kontynuowana.

## Konstrukcja jednostek
Jednostki typu IIB były przybrzeżnymi jednokadłubowymi okrętami podwodnymi wypierającymi 279 ton na powierzchni, w zanurzeniu zaś 329 ton. Wyporność całkowitej formy kadłuba tych jednostek wynosiła 435 ton. Miały 42,7 metra długości, szerokość 4,08 metra, zanurzenie zaś 3,9 metra. Napęd jednostek zapewniały dwa 6-cylindrowe czterosuwowe silniki Diesla Motorenwerke Mannheim MWM RS127S o łącznej mocy 700 KM przy 1000 obrotów na minutę oraz dwa silniki elektryczne SSW PG W322/26 o mocy 300 kW. Wysokoobrotowe silniki spalinowe MWM napędzały wały napędowe za pomocą układu transmisji i zostały wybrane dla tych okrętów z uwagi na ich niewielkie rozmiary, konieczne do umieszczenia w stosunkowo małym kadłubie. Umożliwiały one tym jednostkom osiągnięcie prędkości 13 węzłów na powierzchni oraz 7 węzłów w zanurzeniu. Jednostki typu IIB mogły zabrać 21 ton oleju napędowego. Okręty te miały jednak stosunkowo niewielki zasięg 3100 mil morskich przy prędkości 8 węzłów na powierzchni oraz 35–45 mil w zanurzeniu, przy prędkości podwodnej 4 węzłów. Okręty te cechowały się niewielką autonomicznością – przy prędkości 10 węzłów, ich zasięg wynosił 2700 mil morskich na powierzchni, zaś przy prędkości 12 węzłów na powierzchni, zasięg spadał do 1800 mil morskich.
Stosunek pojemności zbiorników balastowych do wyporności nawodnej tych okrętów, wynosił 17%. Kadłub sztywny miał średnicę 4 metrów – wykonany był z blach stalowych o grubości 1,5 centymetra, zaś wręgi okrętu oddalone były od siebie o 60 cm. Zbiorniki trymujące umieszczone były pojedynczo na rufie i dziobie, zaś wewnętrzne zbiorniki szybkiego zanurzania na śródokręciu. Znaczącą zaletą tych jednostek był bardzo krótki czas zanurzania awaryjnego, nieprzekraczający 25 sekund. Architektura i konstrukcja tych okrętów zapewniała im głębokość zanurzenia testowego wynoszącą 100 metrów, co przy stosowanym ówcześnie w marynarce niemieckiej współczynniku marginesu bezpieczeństwa wynoszącym 2,5, umożliwiało okrętom zanurzenie na głębokość nieprzekraczającą 250 metrów. Stery głębokości umieszczone były na śródokręciu, zaś stery kierunku za dwoma śrubami. Łączna masa kadłuba wynosiła 44,7 tony, masa maszyn 29,5 tony, masa akumulatorów wynosiła 27,1 tony, łączna masa uzbrojenia 8,1 tony, zaś masa paliwa 7,5 tony.
Okręty wyposażone były w trzy wyrzutnie torpedowe kalibru 53,3 cm na dziobie, z dwiema torpedami G7a lub G7e w zapasie. Jednostki tego typu nie miały na wyposażeniu klasycznego działa okrętowego – ich uzbrojenie uzupełniało jedynie jedno działko przeciwlotnicze kalibru 2 cm, od roku 1942 zastąpione przez podwójne działko tego samego kalibru. Zamiennie z torpedami, okręty typu IIB mogły przenosić do 18 wystrzeliwanych z wyrzutni torpedowych min.

## Działalność operacyjna
Zarówno przed jak i po wybuchu wojny, jednostki typu IIB prowadziły przede wszystkim działalność szkoleniową, wraz jednak z wybuchem konfliktu zostały zaangażowane w toczące się działania wojenne. W okresie przedwojennym, obok jednostek innych typów serii II, stanowiły trzon prowadzonego na Bałtyku szkolenia załóg, treningu i ćwiczeń taktyki „wilczych stad”. Wykorzystywano je także do przeprowadzania eksperymentów oraz testowania wyposażenia. Z pomocą tych okrętów eksperymentowano m.in. z chrapami.
Okręty tego typu prowadziły jednak również działalność bojową. Już 3 września 1939 roku U-14 nieskutecznie zaatakował na Bałtyku polski okręt podwodny ORP „Sęp”, zaś 6 września U-22 równie nieskutecznie zaatakował „Żbika”. Według informacji niepotwierdzonych w zachowanych do dziś dokumentach obu stron, również U-18 wdał się w wymianę ognia torpedowego z polskim okrętem podwodnym, jednak zarówno torpeda niemiecka, jak i dwie torpedy wystrzelone z ORP „Ryś” nie detonowały w celu. U-16 pod dowództwem Hannesa Weingaertnera przeprowadził rozpoznanie przed atakiem Günthera Priena na Scapa Flow. Niektórzy zaś z najsłynniejszych w przekroju całej wojny niemieckich dowódców okrętów podwodnych, właśnie na jednostkach typu IIB odnieśli swe pierwsze sukcesy. Były wśród nich tak znaczące dla niemieckiej floty podwodnej postacie, jak dowodzący w tym czasie U-23 kapitänleutnant Otto Kretschmer, kapitänleutnant Joachim Schepke (U-19), czy oberleutnant zur see Wolfgang Lüth, który dowodził początkowo U-9. Także korvettenkapitän Adalbert Schnee, który nigdy nie dowodził jednostką typu IIB, zaczynał swoją karierę służąc pod dowództwem Kretschmera na U-23. Z uwagi na mały zasięg oraz niewielką liczbę przenoszonych torped, zostały wycofane z „wojny tonażowej” i skierowane do działań szkoleniowych na Bałtyku. Wyjątek w tym zakresie stanowiło sześć okrętów, które zostały przetransportowane lądem na Morze Czarne, w celu prowadzenia na tym niewielkim akwenie działań przeciwko flocie radzieckiej.

### Typ IIB na Morzu Czarnym
W okresie niemieckiego ataku na Związek Radziecki, Morze Czarne stanowiło de facto jezioro wewnętrzne Związku Radzieckiego, z całkowitą dominacją ZSRR na tym akwenie. W momencie rozpoczęcia operacji Barbarossa, Flota Czarnomorska wyposażona była w jeden pancernik, pięć krążowników, 14 niszczycieli, 44 okręty podwodne i 84 kutry torpedowe. Jednostki te wykorzystywane były do najróżniejszych celów – od ostrzeliwania niemieckich wojsk, po ewakuację sprzętu wojskowego i wyposażenia.
Pierwsze plany przerzutu okrętów podwodnych na Morze Czarne pojawiły się już w marcu 1941 roku, gdy niemiecki wywiad zdobył dowody świadczące o przygotowaniach ZSRR do ataku na zachód. Podjęto wówczas decyzję o transporcie sześciu jednostek, których zadaniem był atak na siły radzieckie, zanim te ostatnie będą w pełni gotowe do ofensywy. Oberkommando der Wehrmacht (OKW) stanęło jednak wówczas na stanowisku, że taka radziecka ofensywa zakończyć się może szybciej niż okręty będą gotowe do działań na tym akwenie. Toteż idea została tymczasowo zarzucona, zanim jeszcze przystąpiono do jej realizacji. Do pomysłu jednak wrócono w końcówce roku 1941, gdy Wehrmacht ugrzązł w bojach na wschodnich stepach i poszukiwał wszelkich sposobów przecięcia radzieckich ciągów zaopatrzeniowych.
Po transferze na ten akwen własnych kutrów torpedowych i trałowców, na początku 1942 roku Niemcy podjęli przygotowania do dyslokacji tam okrętów podwodnych. Okręty typu IIB były wystarczająco niewielkie, aby w elementach przetransportować je lądem do działań na Morzu Czarnym. W przeciwieństwie jednak do I wojny światowej, wobec neutralności Turcji, Niemcy nie miały możliwości transportu okrętów koleją do Poli na Morzu Śródziemnym, skąd przez Bosfor mogłyby przepłynąć na Morze Czarne. Co więcej, w przeciwieństwie do przetransportowanych podczas poprzedniej wojny jednostek typu UB I o długości 28 metrów, okręty typu IIB miały niemal 43 metry długości. Po rozważeniu wielu możliwości, niemieckie dowództwo podjęło decyzję o przetransportowaniu okrętów w elementach drogą wodną z Bałtyku przez kanał Kaisera-Wilhelma, następnie Łabą do Drezna, po czym autostradą do Ingolstadt, gdzie miały być załadowane na wcześniej przygotowane barki, które Dunajem przewieźć je miały do Gałacza w Rumunii. Tam miały być ponownie zmontowane, po czym już o własnych siłach przepłynąć do Konstancy. Jako pierwsze drogę tę pokonały U-9, U-19 i U-24, po czym w drugiej grupie kilka miesięcy później przetransportowane zostały U-18, U-20 i U-23. Wszystkie razem utworzyły tam 30. Flotyllę.
Po zdobyciu przez niemieckie wojska Sewastopola i utracie przez Rosjan głównej bazy morskiej, Flota Czarnomorska operowała z portów na wybrzeżu kaukaskim. Niewielkie siły niemieckie nie mogły uzyskać supremacji na czarnomorskim akwenie działań, zabezpieczały jednak własne linie zaopatrzeniowe i utrudniały działania sił morskich przeciwnika. Warty odnotowania jest fakt, że na jednostkach 30. Flotylli przeprowadzono pierwsze w historii operacyjne (bojowe) odpalenia pocisków rakietowych z zanurzonego okrętu podwodnego. Trzy jednostki 30. Flotylli bombardowały w ten sposób radzieckie wojska na lądzie. Po utracie przez Niemców Sewastopola na przełomie kwietnia i maja 1944 roku, zabezpieczały ewakuację niemieckich wojsk. Po zmianie stron przez Rumunię 25 sierpnia 1944 roku, niemieckie okręty utraciły swoje bazy. Jednostki typu IIB osiągnęły jednak znaczące sukcesy, zatapiając około 20 nieprzyjacielskich jednostek o łącznej pojemności 47 000 BRT. 20 sierpnia 1944 roku miał jednak miejsce silny nalot bombowy na Konstancę, podczas którego zatopiony został U-9, zaś U-18 oraz U-24 zostały poważnie uszkodzone, w efekcie czego 25 sierpnia zostały zatopione przez własne załogi niedaleko Konstancy. Pozbawione bazy U-20 i U-23 zostały zatopione przez załogi 10 września niedaleko wybrzeża tureckiego, zaś U-19 dzień później, co zakończyło istnienie 30. Flotylli U-Bootów.

### Bojowe użycie rakiet
Przeprowadzone w czerwcu 1942 roku testy rakietowe z pokładu operującego na Bałtyku U-511 zostały stosunkowo dobrze udokumentowane. Przez dłuższy czas brak jednak było informacji o następnych odpaleniach rakiet z pokładów niemieckich okrętów podwodnych, w tym zwłaszcza o operacyjnym użyciu tego rodzaju pocisków. Alianci zachodni włożyli bowiem wiele wysiłku w minimalizację roli rakiet, w nadziei na minimalizację radzieckiego zainteresowania tego rodzaju bronią na pokładach okrętów podwodnych. Pierwsze dowody na ich użycie zostały znalezione w dzienniku okrętowym z czwartego patrolu U-18 latem 1943 roku, w którym znalazł się zapis „Bliskie podejście do portu w Poti, w celu bombardowania z użyciem nowych pocisków umożliwiło pełny sukces.”. Dalsze badania prowadzone przez byłego członka załóg U-Bootów i badacza – Gerda Endersa – ujawniły początkowo zapisy o „ciałach latających” i „miotaczach”, brak było jednak zapisów mówiących wprost o użyciu rakiet. Dzięki jednak pomocy Rudolfa Arendta – kontradmirała Bundesmarine, a w czasie wojny pierwszego oficera wachtowego na U-18 – Endersowi udało się ustalić podstawowe fakty.
Gdy niemieckie okręty podwodne typu IIB rozpoczęły działalność operacyjną na Morzu Czarnym, relatywnie niewielka żegluga na tym akwenie powodowała trudności w znalezieniu celów, toteż U-Booty operowały blisko brzegów, w nadziei na znalezienie celów niedaleko portów. Peryskopowa obserwacja lądu wykazywała też dużą liczbę potencjalnych celów, których z oczywistych względów nie można było zaatakować torpedami, znajdujące się zaś na wyposażeniu tych okrętów niewielkie szybkostrzelne działka kalibru 2 cm nie zapewniały możliwości skutecznego ostrzału celów lądowych. Jedynym więc rozwiązaniem wydawał się ostrzał lądu za pomocą pocisków rakietowych. Latem 1943 roku najpierw U-24, a następnie U-9 otrzymały rozkaz wejścia do suchego doku w rumuńskiej Konstancy. Tam jednostki zostały ukryte za pomocą siatek maskujących i plandek, zaś większość załóg zwolniona na ląd, z zakazem powrotu na okręty do momentu wezwania ich na nie. Po zakończeniu prac, dopiero gdy okręty ponownie znalazły się w morzu, członkowie załóg odkryli nowe przytwierdzone do kilu urządzenia – niewidoczne z zewnątrz nawet gdy okręty znajdowały się na powierzchni – ramy na obu burtach poniżej linii wodnej, mieszczące pociski rakietowe.
Pociski WkSpr 42 miały 25–35 cm średnicy oraz ponad 1 metr długości, zdolne były wznieść się do pułapu 1–3 km. Waga ich paliwa rakietowego wynosiła 15 kg, zaś masa ładunku wybuchowego 30 kg. Przy całkowitej wadze 125 kg, miały zasięg 8 kilometrów, wystrzeliwane zaś były z głębokości 7,6 metra. Połączona za pomocą wodoszczelnego kabla amunicja rakietowa wystrzeliwana była za pomocą umieszczonego we wnętrzu okrętu panelu kontrolnego. Przeprowadzone testy startu pocisków zakończyły się sukcesem, zaś pierwszym okrętem który użył ich operacyjnie został U-18, który rozpoczął za ich pomocą bombardowanie pozycji radzieckich wojsk na lądzie. Operacje tego rodzaju okręty 30. flotylli U-Bootów prowadziły przez cały rok 1944, do momentu przeprowadzenia przez sowieckie lotnictwo nalotu na Konstancę 20 września 1944 roku i późniejszego samo zatopienia jednostek flotylli przez ich załogi.

## Podsumowanie
Jednostki typu IIB były jednymi z pierwszych U-Bootów III Rzeszy i nie były podstawowymi niemieckimi okrętami podwodnymi drugiej wojny światowej, pełniły raczej role szkoleniowo-treningowe, operacje bojowe zaś – z wyjątkiem początkowego okresu wojny – prowadziły jedynie na drugorzędnych teatrach wojny morskiej, jak Bałtyk czy Morze Czarne. Przeprowadziły jednak w sumie ok. 160 patroli bojowych, zatapiając w ich trakcie 103 jednostki przeciwnika. Kilka okrętów tego typu zostało zatopionych w wyniku działań bojowych, inne skutkiem przyczyn niebojowych, reszta zaś po wyczerpaniu możliwości prowadzenia walki została zatopiona przez własne załogi:
| Okręt | Patrole bojowe | Zatopione jednostki      | Koniec służby        | Los jednostki |
| ----- | -------------- | ------------------------ | -------------------- | --- |
| U-7   | 6              | 2 statki (4 524 BRT)     | 18 lutego 1944       | Zatonął wraz z załogą w wypadku podczas zanurzania na Bałtyku. |
| U-8   | 1              | brak                     | 4 maja 1945          | Samozatopienie w Wilhelmshaven. |
| U-9   | 19             | 9 jednostek (17 633 BRT) | 20 sierpnia 1944     | Zatopiony podczas nalotu na port Konstanca. |
| U-10  | 5              | 2 statki (6 356 BRT)     | 1 sierpnia 1944      | Wycofany ze służby. |
| U-11  | 0              | brak                     | 3 marca 1945         | Zatopiony przez załogę w Kilonii. |
| U-12  | 1              | brak                     | 8 października 1939  | Zatonął wraz z załogą na minie w La Manche. |
| U-13  | 9              | 9 statków (28 056 BRT)   | 31 maja 1940         | Zatopiony na północny zachód od Newcastle upon Tyne. |
| U-14  | 6              | 9 statków (12 344 BRT)   | 4 maja 1945          | Zatopiony przez załogę w Wilhelmshaven. |
| U-15  | 5              | 3 statki (4 532 GRT)     | 31 stycznia 1940     | Zatonął po kolizji z torpedowcem „Iltis” na zachód od Helgolandu. |
| U-16  | 3              | 2 statki (3 435 BRT)     | 25 października 1939 | Zatopiony wraz z załogą w kanale La Manche. |
| U-17  | 4              | 3 statki (1 825 BRT)     | 5 maja 1945          | Samozatopienie w Wilhelmshaven. |
| U-18  | 14             | 3 statki (1 985 BRT)     | 25 sierpnia 1944     | Zatonął 20 listopada 1936 roku w Zatoce Lubeckiej, po kolizji z torpedowcem T-156. Wydobyty i ponownie przyjęty do służby w 1937 roku. Samozatopiony w 1944 roku na Morzu Czarnym. |
| U-19  | 20             | 15 statków (35 871 BRT)  | 11 września 1944     | Samozatopiony na Morzu Czarnym. |
| U-20  | 17             | 14 statków (37 669 BRT)  | 10 września 1944     | Samozatopienie u wybrzeży Turcji (Morze Czarne). |
| U-21  | 7              | 6 statków (11 311 BRT)   | 10 września 1944     | Wycofany ze służby w Piławie. |
| U-22  | 7              | 7 statków (8 819 BRT)    | 23 marca 1940        | Zatonął wraz z załogą na minie. |
| U-23  | 16             | 12 statków (30 703 BRT)  | 10 września 1944     | Samozatopiony na Morzu Czarnym. |
| U-24  | 20             | 7 statków (9 408 GRT)    | 25 sierpnia 1944     | Samozatopienie w Konstancy. |
| U-120 | 0              | brak                     | 4 maja 1945          | Samozatopiony w Bremerhaven. |
| U-121 | 0              | brak                     | 4 maja 1945          | Samozatopiony w Bremerhaven. |